# Danh sách cầu thủ tham dự Giải vô địch bóng đá nữ U-17 thế giới 2016
Dưới đây là danh sách các cầu thủ tham dự Giải vô địch bóng đá nữ U-17 thế giới 2016 tại Jordan. Mỗi liên đoàn có đội tuyển tham dự sẽ nộp lên FIFA danh sách 21 cầu thủ được công bố ngày 24 tháng 9 năm 2016.

## Bảng A

### Jordan
Huấn luyện viên:  Robbie Johnson
| 0#0 | Vị trí | Cầu thủ          | Ngày sinh và tuổi           | Câu lạc bộ                      |
| --- | ------ | ---------------- | --------------------------- | ------------------------------- |
| 1   | TM     | Rand Albustanji  | 24 tháng 6, 2000 (16 tuổi)  | Shabab Al Ordon                 |
| 2   | TM     | Suzan Abuqorok   | 5 tháng 4, 2001 (15 tuổi)   | Amman                           |
| 3   | TV     | Tala Al-Awwad    | 2 tháng 10, 2000 (15 tuổi)  | American Community School of AD |
| 4   | HV     | Luna Sahloul     | 11 tháng 3, 1999 (17 tuổi)  | Orthodox Club                   |
| 5   | HV     | Rahmeh Abzakh    | 30 tháng 3, 1999 (17 tuổi)  | Amman                           |
| 6   | TĐ     | Zeina Fakhoury   | 3 tháng 1, 2000 (16 tuổi)   | Shabab Al Ordon                 |
| 7   | HV     | Nour Zoqash      | 1 tháng 9, 1999 (17 tuổi)   | Orthodox Club                   |
| 8   | HV     | Alanoud Ghazi    | 18 tháng 5, 1999 (17 tuổi)  | Amman                           |
| 9   | TĐ     | Leen Albtoush    | 20 tháng 7, 2001 (15 tuổi)  | Amman                           |
| 10  | TĐ     | Sarah Abu-Sabbah | 27 tháng 10, 1999 (16 tuổi) | Bayer 04 Leverkusen             |
| 11  | TV     | Tasneem Abu-Rob  | 14 tháng 11, 2000 (15 tuổi) | Orthodox Club                   |
| 12  | TM     | Joud Alshanty    | 26 tháng 7, 1999 (17 tuổi)  | Orthodox Club                   |
| 13  | HV     | Jeeda Alnaber    | 13 tháng 6, 1999 (17 tuổi)  | Shabab Al Ordon                 |
| 14  | TV     | Rama Awad        | 23 tháng 5, 2001 (15 tuổi)  | Amman                           |
| 15  | TV     | Tasneem Isleem   | 4 tháng 3, 2001 (15 tuổi)   | Amman                           |
| 16  | TV     | Rouzbahan Fraij  | 7 tháng 4, 2000 (16 tuổi)   | Trường Quốc tế Choueifat        |
| 17  | HV     | Farah Alzaben    | 6 tháng 8, 1999 (17 tuổi)   | Orthodox Club                   |
| 18  | TĐ     | Joel Srouji      | 17 tháng 12, 2000 (15 tuổi) | ASG                             |
| 19  | TV     | Noor Abukishk    | 23 tháng 3, 1999 (17 tuổi)  | Wadi Degla FC                   |
| 20  | TĐ     | Yasmeen Zabian   | 1 tháng 5, 2000 (16 tuổi)   | International Amman Academy     |
| 21  | TV     | Jana Abu Ghosh   | 8 tháng 6, 2001 (15 tuổi)   | Orthodox Club                   |

### Tây Ban Nha
Huấn luyện viên: Antonia Is Piñera
| 0#0 | Vị trí | Cầu thủ           | Ngày sinh và tuổi           | Câu lạc bộ                 |
| --- | ------ | ----------------- | --------------------------- | -------------------------- |
| 1   | TM     | Noelia Ramos      | 10 tháng 2, 1999 (17 tuổi)  | UD Granadilla Tenerife Sur |
| 2   | HV     | Ona Batlle        | 10 tháng 6, 1999 (17 tuổi)  | FC Barcelona               |
| 3   | HV     | Berta Pujadas     | 9 tháng 4, 2000 (16 tuổi)   | FC Barcelona               |
| 4   | HV     | Laia Aleixandri   | 25 tháng 8, 2000 (16 tuổi)  | FC Barcelona               |
| 5   | HV     | Natalia Ramos     | 10 tháng 2, 1999 (17 tuổi)  | UD Granadilla Tenerife Sur |
| 6   | TV     | Silvia Rubio      | 12 tháng 10, 2000 (15 tuổi) | Madrid CFF                 |
| 7   | TĐ     | Oihane Hernández  | 4 tháng 5, 2000 (16 tuổi)   | Athletic Club Bilbao       |
| 8   | TĐ     | Leyre Monente     | 15 tháng 2, 2000 (16 tuổi)  | Athletic Club Bilbao       |
| 9   | TĐ     | Lorena Navarro    | 11 tháng 11, 2000 (15 tuổi) | Madrid CFF                 |
| 10  | TV     | Paula Fernández   | 1 tháng 7, 1999 (17 tuổi)   | FC Barcelona               |
| 11  | TV     | Candela Andújar   | 26 tháng 3, 2000 (16 tuổi)  | FC Barcelona               |
| 12  | HV     | Lucía Rodríguez   | 24 tháng 5, 1999 (17 tuổi)  | CD Tacón                   |
| 13  | TM     | Catalina Coll     | 23 tháng 4, 2001 (15 tuổi)  | UD Collerense              |
| 14  | TV     | Nerea Eizaguirre  | 4 tháng 1, 2000 (16 tuổi)   | Real Sociedad              |
| 15  | TV     | Laura Gutiérrez   | 18 tháng 4, 2000 (16 tuổi)  | Oviedo Moderno CF          |
| 16  | TV     | Damaris Egurrola  | 26 tháng 8, 1999 (17 tuổi)  | Athletic Club Bilbao       |
| 17  | HV     | María Blanco      | 15 tháng 8, 1999 (17 tuổi)  | Athletic Club Bilbao       |
| 18  | TĐ     | Eva María Navarro | 27 tháng 1, 2001 (15 tuổi)  | Sporting Plaza de Argel    |
| 19  | HV     | Anna Torrodà      | 21 tháng 1, 2000 (16 tuổi)  | FC Barcelona               |
| 20  | TĐ     | Claudia Pina      | 12 tháng 8, 2001 (15 tuổi)  | FC Barcelona               |
| 23  | TM     | Maria Subies      | 20 tháng 4, 2000 (16 tuổi)  | CF Reus Deportiu           |

### México
Huấn luyện viên: Christopher Cuéllar
| 0#0 | Vị trí | Cầu thủ              | Ngày sinh và tuổi           | Câu lạc bộ                         |
| --- | ------ | -------------------- | --------------------------- | ---------------------------------- |
| 1   | TM     | Miriam Aguirre       | 29 tháng 1, 1999 (17 tuổi)  | Macro Soccer                       |
| 2   | HV     | Ashley Soto          | 30 tháng 12, 1999 (16 tuổi) | So Cal Blues SC                    |
| 3   | HV     | Jazmin Enrigue       | 9 tháng 5, 2000 (16 tuổi)   | Centro de formación de Guadalajara |
| 4   | HV     | Kimberly Rodríguez   | 26 tháng 3, 1999 (17 tuổi)  | Texas Rush                         |
| 5   | HV     | Jimena López         | 30 tháng 1, 1999 (17 tuổi)  | Saint Stephen's                    |
| 6   | TV     | Mia Villegas         | 31 tháng 5, 2000 (16 tuổi)  | Davis Legacy SC                    |
| 7   | TV     | Dayana Cázares       | 30 tháng 12, 1999 (16 tuổi) | Scratch do Oro                     |
| 8   | TV     | Alexia Delgado       | 9 tháng 12, 1999 (16 tuổi)  | Colegio Subire                     |
| 9   | TĐ     | Daniela Espinosa     | 13 tháng 7, 1999 (17 tuổi)  | Baja California Sur                |
| 10  | TĐ     | Montserrat Hernández | 26 tháng 6, 1999 (17 tuổi)  | Centro de formación de Guadalajara |
| 11  | TV     | Jacqueline Ovalle    | 19 tháng 10, 1999 (16 tuổi) | Seleccion Aguascalientes           |
| 12  | TM     | Kelsey Brann         | 8 tháng 2, 1999 (17 tuổi)   | Texas Rush                         |
| 13  | HV     | Akemi Yokoyama       | 28 tháng 10, 1999 (16 tuổi) | ACAFUT                             |
| 14  | HV     | Reyna Reyes          | 16 tháng 2, 2001 (15 tuổi)  | FC Dallas                          |
| 15  | HV     | Marianna Maldonado   | 5 tháng 8, 1999 (17 tuổi)   | Slammers FC                        |
| 16  | TV     | Vanessa Gonzalez     | 3 tháng 6, 1999 (17 tuổi)   | Centro de formación Monterrey      |
| 17  | TV     | Luisa Delgado        | 20 tháng 7, 2000 (16 tuổi)  | Real So Cal                        |
| 18  | TĐ     | Verónica Ávalos      | 20 tháng 6, 1999 (17 tuổi)  | San Diego Surf SC                  |
| 19  | TĐ     | Gabriela Juárez      | 13 tháng 4, 2000 (16 tuổi)  | Slammers FC                        |
| 20  | TM     | Wendy Toledo         | 13 tháng 9, 2000 (16 tuổi)  | Instituto Britanico de Torreon     |
| 21  | TV     | Celiana Torres       | 28 tháng 3, 2000 (16 tuổi)  | Chicago Sockers                    |

### New Zealand
Huấn luyện viên: Gareth Turbull
| 0#0 | Vị trí | Cầu thủ          | Ngày sinh và tuổi           | Câu lạc bộ                      |
| --- | ------ | ---------------- | --------------------------- | ------------------------------- |
| 1   | TM     | Anna Leat        | 26 tháng 6, 2001 (15 tuổi)  | East Coast Bays AFC             |
| 2   | HV     | Claudia Bunge    | 21 tháng 9, 1999 (17 tuổi)  | Glenfield Rovers AFC            |
| 3   | HV     | Ally Toailoa     | 19 tháng 4, 1999 (17 tuổi)  | Papatoetoe AFC                  |
| 4   | HV     | Rebecca Lake     | 13 tháng 5, 1999 (17 tuổi)  | Coastal Spirit FC               |
| 5   | HV     | Michaela Foster  | 9 tháng 1, 1999 (17 tuổi)   | Claudelands Rovers FC           |
| 6   | TV     | Nicole Mettam    | 7 tháng 2, 2000 (16 tuổi)   | Eastern Suburbs AFC             |
| 7   | TĐ     | Hannah Blake     | 5 tháng 5, 2000 (16 tuổi)   | Three Kings United              |
| 8   | TV     | Malia Steinmetz  | 18 tháng 1, 1999 (17 tuổi)  | Forrest Hill Milford United AFC |
| 9   | TĐ     | Sam Tawharu      | 18 tháng 1, 1999 (17 tuổi)  | Forrest Hill Milford United AFC |
| 10  | TV     | Grace Jale       | 10 tháng 4, 1999 (17 tuổi)  | Eastern Suburbs AFC             |
| 11  | TĐ     | Jacqui Hand      | 19 tháng 2, 1999 (17 tuổi)  | Eastern Suburbs AFC             |
| 12  | TM     | Nadia Olla       | 7 tháng 2, 2000 (16 tuổi)   | Norwest United AFC              |
| 13  | TV     | Sarah Krystman   | 15 tháng 6, 1999 (17 tuổi)  | Claudelands Rovers FC           |
| 14  | HV     | Amber Phillips   | 14 tháng 7, 1999 (17 tuổi)  | Palmerston North Marist         |
| 15  | HV     | Fran Grange      | 18 tháng 10, 1999 (16 tuổi) | Wellington United AFC           |
| 16  | TV     | Alosi Bloomfield | 17 tháng 5, 1999 (17 tuổi)  | Three Kings United              |
| 17  | TĐ     | Emma Main        | 19 tháng 10, 1999 (16 tuổi) | Upper Hutt City FC              |
| 18  | TV     | Rose Morton      | 2 tháng 5, 2000 (16 tuổi)   | Palmerston North Marist         |
| 19  | TĐ     | Maggie Jenkins   | 14 tháng 6, 2001 (15 tuổi)  | Wellington United AFC           |
| 20  | HV     | Saskia Vosper    | 1 tháng 6, 1999 (17 tuổi)   | Forrest Hill Milford United AFC |
| 21  | TM     | Ashleigh Emery   | 11 tháng 3, 1999 (17 tuổi)  | Western Springs AFC             |

## Bảng B

### Đức
Huấn luyện viên: Anouschka Bernhard
| 0#0 | Vị trí | Cầu thủ           | Ngày sinh và tuổi           | Câu lạc bộ                |
| --- | ------ | ----------------- | --------------------------- | ------------------------- |
| 1   | TM     | Leonie Doege      | 20 tháng 2, 1999 (17 tuổi)  | Bayer 04 Leverkusen       |
| 2   | HV     | Sarai Linder      | 26 tháng 10, 1999 (16 tuổi) | TSG 1899 Hoffenheim       |
| 3   | HV     | Caroline Siems    | 9 tháng 5, 1999 (17 tuổi)   | 1. FFC Turbine Potsdam    |
| 4   | HV     | Sophia Kleinherne | 12 tháng 4, 2000 (16 tuổi)  | FSV Gütersloh 2009        |
| 5   | HV     | Tanja Pawollek    | 18 tháng 1, 1999 (17 tuổi)  | 1. FFC Frankfurt          |
| 6   | TĐ     | Vanessa Ziegler   | 16 tháng 1, 1999 (17 tuổi)  | SC Freiburg               |
| 7   | TV     | Giulia Gwinn      | 2 tháng 7, 1999 (17 tuổi)   | SC Freiburg               |
| 8   | TV     | Kristin Kögel     | 21 tháng 9, 1999 (17 tuổi)  | VfL Sindelfingen          |
| 9   | TĐ     | Gina Chmielinski  | 7 tháng 6, 2000 (16 tuổi)   | 1. FFC Turbine Potsdam    |
| 10  | TV     | Janina Minge      | 11 tháng 6, 1999 (17 tuổi)  | SC Freiburg               |
| 11  | TV     | Marie Müller      | 25 tháng 7, 2000 (16 tuổi)  | VfL Bochum                |
| 12  | TM     | Janina Leitzig    | 16 tháng 4, 1999 (17 tuổi)  | TSG 1899 Hoffenheim       |
| 13  | TV     | Meret Wittje      | 10 tháng 7, 1999 (17 tuổi)  | VfL Wolfsburg             |
| 14  | HV     | Anna Hausdorff    | 26 tháng 4, 2000 (16 tuổi)  | FC Eintracht Bamberg 2010 |
| 15  | TV     | Sydney Lohmann    | 19 tháng 6, 2000 (16 tuổi)  | FC Bayern München         |
| 16  | TĐ     | Annalena Rieke    | 10 tháng 1, 1999 (17 tuổi)  | FF USV Jena               |
| 17  | TV     | Verena Wieder     | 26 tháng 6, 2000 (16 tuổi)  | FC Bayern München         |
| 18  | TĐ     | Klara Bühl        | 7 tháng 12, 2000 (15 tuổi)  | SC Freiburg               |
| 19  | TV     | Lena Oberdorf     | 19 tháng 12, 2001 (14 tuổi) | TSG Sprockhövel           |
| 20  | TV     | Lisa Schöppl      | 11 tháng 1, 2000 (16 tuổi)  | VfL Wolfsburg             |
| 21  | TM     | Lisa Klostermann  | 28 tháng 5, 1999 (17 tuổi)  | FSV Gevelsberg            |

### Cameroon
Head Huấn luyện viên: Minkreo Birwe
| 0#0 | Vị trí | Cầu thủ              | Ngày sinh và tuổi           | Câu lạc bộ                         |
| --- | ------ | -------------------- | --------------------------- | ---------------------------------- |
| 1   | TM     | Carole Mimboe        | 15 tháng 1, 1999 (17 tuổi)  | Louves Minproff                    |
| 2   | TV     | Raissa Adama         | 29 tháng 12, 1999 (16 tuổi) | Social Mbam                        |
| 3   | HV     | Dolores Tsadjia      | 9 tháng 3, 1999 (17 tuổi)   | AS Green City Filles de Yaounde    |
| 4   | HV     | Claudia Dabda        | 1 tháng 7, 2001 (15 tuổi)   | ASFF du Diamaré de Maroua          |
| 5   | HV     | Eni Kuchambi         | 2 tháng 4, 1999 (17 tuổi)   | Gentile Ladies de Bamenda          |
| 6   | TV     | Viviane Mefire       | 19 tháng 12, 2001 (14 tuổi) | Canon                              |
| 7   | TĐ     | Alice Djientieu      | 13 tháng 11, 2001 (14 tuổi) | AS Green City Filles de Yaounde    |
| 8   | TV     | Soline Djoubi        | 23 tháng 12, 1999 (16 tuổi) | Canon                              |
| 9   | TĐ     | Alexandra Takounda   | 7 tháng 7, 2000 (16 tuổi)   | Eclair FC de Saa                   |
| 10  | TĐ     | Evanick Touta        | 2 tháng 4, 1999 (17 tuổi)   | Louves Minproff                    |
| 11  | TĐ     | Ruphine Beyina       | 20 tháng 7, 1999 (17 tuổi)  | AS Green City Filles de Yaounde    |
| 12  | TV     | Rose Priso           | 1 tháng 1, 2000 (16 tuổi)   | Louves Minproff                    |
| 13  | HV     | Adeline Yami         | 12 tháng 2, 2000 (16 tuổi)  | Amazone Fap de Yaounde             |
| 14  | TV     | Elodie Metho         | 10 tháng 3, 2000 (16 tuổi)  | Social Mbam                        |
| 15  | HV     | Reine Ambessegue     | 3 tháng 5, 2000 (16 tuổi)   | Social Mbam                        |
| 16  | TM     | Ange Bawou           | 12 tháng 2, 2000 (16 tuổi)  | Social Mbam                        |
| 17  | HV     | Moussa Zouwairatou   | 12 tháng 6, 2001 (15 tuổi)  | Vent du Nord de Garoua             |
| 18  | TV     | Linda Tchomte        | 24 tháng 3, 2001 (15 tuổi)  | AS Green City Filles de Yaounde    |
| 19  | HV     | Natatcha Elam Ekosso | 5 tháng 12, 2001 (14 tuổi)  | Vent du Nord de Garoua             |
| 20  | HV     | Michele Moumazin     | 15 tháng 7, 2001 (15 tuổi)  | Panthère Security Filles de Garoua |
| 21  | TM     | Hermine Nowou        | 17 tháng 8, 2001 (15 tuổi)  | Binam FC de Bafoussam              |

### Canada
Huấn luyện viên:  Beverly Priestman
| 0#0 | Vị trí | Cầu thủ             | Ngày sinh và tuổi           | Câu lạc bộ                             |
| --- | ------ | ------------------- | --------------------------- | -------------------------------------- |
| 1   | TM     | Lysianne Proulx     | 17 tháng 4, 1999 (17 tuổi)  | CS Roussillon                          |
| 2   | HV     | Emma Regan          | 28 tháng 1, 2000 (16 tuổi)  | Vancouver Whitecaps FC Girls Elite REX |
| 3   | HV     | Julia Grosso        | 29 tháng 8, 2000 (16 tuổi)  | Vancouver Whitecaps FC Girls Elite REX |
| 4   | TV     | Marika Guay         | 17 tháng 1, 2000 (16 tuổi)  | Lakeshore SC                           |
| 5   | TĐ     | Deanne Rose         | 3 tháng 3, 1999 (17 tuổi)   | Scarborough GS United                  |
| 6   | HV     | Ashley Cathro       | 19 tháng 1, 2000 (16 tuổi)  | Vancouver Whitecaps FC Girls Elite REX |
| 7   | TĐ     | Mikayla Dayes       | 29 tháng 9, 1999 (17 tuổi)  | Woodbridge SC                          |
| 8   | TV     | Sarah Stratigakis   | 7 tháng 3, 1999 (17 tuổi)   | Aurora United SC                       |
| 9   | TĐ     | Jordyn Huitema      | 8 tháng 5, 2001 (15 tuổi)   | Vancouver Whitecaps FC Girls Elite REX |
| 10  | TV     | Vital Kats          | 18 tháng 11, 1999 (16 tuổi) | Scarborough GS United                  |
| 11  | TĐ     | Jayde Riviere       | 22 tháng 1, 2001 (15 tuổi)  | Markham SC                             |
| 12  | TĐ     | Lauren Raimondo     | 25 tháng 3, 1999 (17 tuổi)  | Unionville Milliken SC                 |
| 13  | HV     | Samantha Chang      | 13 tháng 7, 2000 (16 tuổi)  | Ontario REX                            |
| 14  | TV     | Caitlin Carmel Shaw | 20 tháng 7, 2001 (15 tuổi)  | Vancouver Whitecaps FC Girls Elite REX |
| 15  | HV     | Hannah Taylor       | 7 tháng 6, 1999 (17 tuổi)   | Eastside G98                           |
| 16  | TV     | Anyssa Ibrahim      | 8 tháng 2, 1999 (17 tuổi)   | Soccer Terrebonne                      |
| 17  | TĐ     | Florence Laroche    | 22 tháng 4, 2000 (16 tuổi)  | Lakeshore SC                           |
| 18  | TM     | Marissa Zucchetto   | 23 tháng 3, 1999 (17 tuổi)  | Aurora United SC                       |
| 19  | HV     | Nadège L'Espérance  | 30 tháng 3, 1999 (17 tuổi)  | Lakeshore SC                           |
| 20  | TV     | Kaela Hansen        | 13 tháng 4, 2000 (16 tuổi)  | Vancouver Whitecaps FC Girls Elite REX |
| 21  | TM     | Sophie Guilmette    | 24 tháng 3, 2001 (15 tuổi)  | Lakeshore SC                           |

### Venezuela
Huấn luyện viên:  Kenneth Zseremata
| 0#0 | Vị trí | Cầu thủ                      | Ngày sinh và tuổi           | Câu lạc bộ                        |
| --- | ------ | ---------------------------- | --------------------------- | --------------------------------- |
| 1   | TM     | Alexa Castro                 | 20 tháng 5, 2000 (16 tuổi)  | Deportivo Anzoátegui              |
| 2   | HV     | Veronica Herrera             | 14 tháng 1, 2000 (16 tuổi)  | Deportivo La Guaira               |
| 3   | HV     | Hilary Vergara               | 20 tháng 8, 1999 (17 tuổi)  | CD Lara                           |
| 4   | HV     | Sandra Luzardo               | 18 tháng 7, 1999 (17 tuổi)  | Caucheros de Mérida               |
| 5   | TV     | Iceis Briceño                | 9 tháng 6, 1999 (17 tuổi)   | Fufem Aragua                      |
| 6   | HV     | Gladysmar Rojas              | 17 tháng 7, 2000 (16 tuổi)  | Deportivo Cojedes                 |
| 7   | TV     | Olimar Castillo              | 26 tháng 1, 1999 (17 tuổi)  | Atletico Yara                     |
| 8   | TV     | Dayana Rodriguez             | 20 tháng 10, 2001 (14 tuổi) | Estudiantes de Guarico FC         |
| 9   | TĐ     | Deyna Castellanos            | 18 tháng 4, 1999 (17 tuổi)  | Đại học Bang Florida              |
| 10  | TĐ     | Yerliane Moreno              | 13 tháng 10, 2000 (15 tuổi) | Zamora FC                         |
| 11  | TV     | Yohanli Maraguacare          | 18 tháng 6, 2000 (16 tuổi)  | Deportivo Anzoátegui              |
| 12  | TM     | Yorbelis Sanchez             | 27 tháng 10, 2001 (14 tuổi) | Atletico Yara                     |
| 13  | TM     | Nayluisa Caceres             | 18 tháng 11, 1999 (16 tuổi) | Zamora FC                         |
| 14  | TV     | Maria Gabriela Garcia Catari | 14 tháng 10, 1999 (16 tuổi) | Caracas FC                        |
| 15  | HV     | Heliamar Alvarado            | 19 tháng 12, 2001 (14 tuổi) | Atletico Yara                     |
| 16  | TV     | Daniuska Rodríguez           | 4 tháng 1, 1999 (17 tuổi)   | AFF San Diego                     |
| 17  | TV     | Nikol Gonzalez               | 29 tháng 3, 1999 (17 tuổi)  | AFF San Diego                     |
| 18  | TV     | Maria Cazorla                | 3 tháng 12, 2001 (14 tuổi)  | Academia Puerto Cabello Te Quiero |
| 19  | TĐ     | Nohelis Coronel              | 6 tháng 12, 1999 (16 tuổi)  | CD Lara                           |
| 20  | TV     | Jeismar Cabeza               | 23 tháng 9, 1999 (17 tuổi)  | Escuela de Futbol Juan Arango     |
| 21  | HV     | Naiyerlyn Ropero             | 14 tháng 2, 1999 (17 tuổi)  | FC Independente La Fria           |

## Bảng C

### Anh
Huấn luyện viên: John Griffiths
| 0#0 | Vị trí | Cầu thủ           | Ngày sinh và tuổi           | Câu lạc bộ              |
| --- | ------ | ----------------- | --------------------------- | ----------------------- |
| 1   | TM     | Ellie Roebuck     | 23 tháng 9, 1999 (17 tuổi)  | Manchester City W.F.C.  |
| 2   | HV     | Flo Allen         | 13 tháng 8, 1999 (17 tuổi)  | Bristol City W.F.C.     |
| 3   | HV     | Taylor Hinds      | 25 tháng 4, 1999 (17 tuổi)  | Arsenal L.F.C.          |
| 4   | TV     | Hollie Olding     | 3 tháng 1, 1999 (17 tuổi)   | Chelsea L.F.C.          |
| 5   | HV     | Grace Smith       | 20 tháng 1, 1999 (17 tuổi)  | Aston Villa L.F.C.      |
| 6   | HV     | Lotte Wubben-Moy  | 11 tháng 1, 1999 (17 tuổi)  | Arsenal L.F.C.          |
| 7   | TĐ     | Alessia Russo     | 8 tháng 2, 1999 (17 tuổi)   | Chelsea L.F.C.          |
| 8   | TV     | Laura Hooper      | 5 tháng 7, 1999 (17 tuổi)   | Arsenal L.F.C.          |
| 9   | TĐ     | Ellie Brazil      | 10 tháng 1, 1999 (17 tuổi)  | Birmingham City L.F.C.  |
| 10  | TĐ     | Georgia Stanway   | 3 tháng 1, 1999 (17 tuổi)   | Manchester City W.F.C.  |
| 11  | TĐ     | Niamh Charles     | 21 tháng 6, 1999 (17 tuổi)  | Liverpool L.F.C.        |
| 12  | HV     | Anna Patten       | 20 tháng 4, 1999 (17 tuổi)  | Arsenal L.F.C.          |
| 13  | TM     | Katie Startup     | 28 tháng 1, 1999 (17 tuổi)  | Chelsea L.F.C.          |
| 14  | HV     | Kelsey Pearson    | 10 tháng 10, 1999 (16 tuổi) | Blackburn Rovers L.F.C. |
| 15  | HV     | Lois Joel         | 2 tháng 6, 1999 (17 tuổi)   | Chelsea L.F.C.          |
| 16  | TĐ     | Ella Toone        | 2 tháng 9, 1999 (17 tuổi)   | Manchester City W.F.C.  |
| 17  | TĐ     | Hannah Cain       | 11 tháng 2, 1999 (17 tuổi)  | Sheffield F.C. Ladies   |
| 18  | TV     | Anna Filbey       | 11 tháng 10, 1999 (16 tuổi) | Arsenal L.F.C.          |
| 19  | TV     | Jessie Jones      | 12 tháng 5, 1999 (17 tuổi)  | Yeovil Town L.F.C.      |
| 20  | TV     | Connie Scofield   | 26 tháng 5, 1999 (17 tuổi)  | Birmingham City L.F.C.  |
| 21  | TM     | Georgia Valentine | 7 tháng 10, 1999 (16 tuổi)  | Reading F.C. Women      |

### Brasil
Huấn luyện viên: Luiz Antônio Ribeiro
| 0#0 | Vị trí | Cầu thủ                                 | Ngày sinh và tuổi           | Câu lạc bộ              |
| --- | ------ | --------------------------------------- | --------------------------- | ----------------------- |
| 1   | TM     | Stefane Pereira Rosa                    | 12 tháng 5, 1999 (17 tuổi)  | Team Chicago Brasil     |
| 2   | HV     | Isabella De Almeida Fernandes           | 18 tháng 12, 1999 (16 tuổi) | Valinhos FC             |
| 3   | HV     | Tainara De Souza Da Silva               | 21 tháng 4, 1999 (17 tuổi)  | São Francisco EC        |
| 4   | HV     | Thais Regina Da Silva                   | 27 tháng 3, 1999 (17 tuổi)  | Acadêmica Vitória       |
| 5   | TV     | Angelina Alonso Costantino              | 26 tháng 1, 2000 (16 tuổi)  | CR Vasco da Gama        |
| 6   | HV     | Thais Reiss De Araújo                   | 9 tháng 12, 1999 (16 tuổi)  | Escola Coxa (Abranches) |
| 7   | TĐ     | Jaqueline Ribeiro Dos Santos Almeida    | 31 tháng 3, 2000 (16 tuổi)  | Portuguesa              |
| 8   | TV     | Raquel Domingues Batista                | 20 tháng 2, 2000 (16 tuổi)  | Santos FC               |
| 9   | TĐ     | Ana Vitória Angelica Kliemaschewsk Araú | 6 tháng 3, 2000 (16 tuổi)   | Academia Futebol Clube  |
| 10  | TV     | Micaelly Brazil Dos Santos              | 30 tháng 9, 2000 (16 tuổi)  | EC Iranduba da Amazônia |
| 11  | TĐ     | Kerolin Nicoli Israel Ferraz            | 17 tháng 11, 1999 (16 tuổi) | Valinhos FC             |
| 12  | TM     | Kemelli Trugilho Firmiano Ferreira      | 13 tháng 3, 1999 (17 tuổi)  | Criciúma EC             |
| 13  | HV     | Juliana Da Silva Passari                | 23 tháng 3, 2000 (16 tuổi)  | Ferroviária             |
| 14  | HV     | Camila Silva Soares                     | 5 tháng 12, 2000 (15 tuổi)  | Valinhos FC             |
| 15  | TV     | Isabela Alvares Da Silva                | 22 tháng 5, 1999 (17 tuổi)  | Ceilândia EC            |
| 16  | TĐ     | Laíssa Nascimento Santos                | 10 tháng 8, 1999 (17 tuổi)  | Ceilândia EC            |
| 17  | TĐ     | Maria Jhulia Azarias                    | 1 tháng 8, 2000 (16 tuổi)   | Inter de Lages          |
| 18  | TV     | Bianca Caetano Ferrara                  | 22 tháng 4, 2000 (16 tuổi)  | San Diego Surf SC       |
| 19  | TĐ     | Nycole Raysla Silva Sobrinho            | 26 tháng 3, 2000 (16 tuổi)  | Ceilândia EC            |
| 20  | TV     | Kawane Luiz Ribeiro                     | 16 tháng 7, 1999 (17 tuổi)  | Inter de Lages          |
| 21  | TM     | Nicole Ramos                            | 13 tháng 4, 2000 (16 tuổi)  | Criciúma EC             |

### Nigeria
Huấn luyện viên: Nikyu Bala
| 0#0 | Vị trí | Cầu thủ             | Ngày sinh và tuổi           | Câu lạc bộ               |
| --- | ------ | ------------------- | --------------------------- | ------------------------ |
| 1   | TM     | Chiamaka Nnadozie   | 8 tháng 12, 2000 (15 tuổi)  | Rivers Angels F.C.       |
| 2   | HV     | Abidemi Ibe         | 27 tháng 12, 1999 (16 tuổi) | Ibom Angels FC           |
| 3   | HV     | Patience Dike       | 11 tháng 10, 1999 (16 tuổi) | C.O.D. United FC         |
| 4   | TV     | Christy Ucheibe     | 25 tháng 12, 2000 (15 tuổi) | Capital City Dove FC     |
| 5   | HV     | Catherine Kenneth   | 21 tháng 11, 1999 (16 tuổi) | Rivers Angels F.C.       |
| 6   | HV     | Esther Adeboye      | 26 tháng 5, 2000 (16 tuổi)  | Rivers Angels F.C.       |
| 7   | TV     | Peace Efih          | 5 tháng 8, 2000 (16 tuổi)   | Edo Queens FC            |
| 8   | TĐ     | Oghenebrume Ikekhua | 28 tháng 6, 2001 (15 tuổi)  | Delta Queens F.C.        |
| 9   | TĐ     | Mercy Omokwo        | 4 tháng 2, 2000 (16 tuổi)   | Abia Angels FC           |
| 10  | TĐ     | Rasheedat Ajibade   | 8 tháng 12, 1999 (16 tuổi)  | FC Robo                  |
| 11  | TĐ     | Arit Itu            | 31 tháng 12, 2000 (15 tuổi) | Rivers Angels F.C.       |
| 12  | HV     | Akudo Ogbonna       | 9 tháng 4, 2000 (16 tuổi)   | FC Robo                  |
| 13  | HV     | Joy Michael         | 6 tháng 8, 2001 (15 tuổi)   | Young Talent FC          |
| 14  | TĐ     | Chidinma Okeke      | 11 tháng 8, 2000 (16 tuổi)  | FC Robo                  |
| 15  | HV     | Opeyemi Sunday      | 12 tháng 7, 1999 (17 tuổi)  | Sunshine Queens F.C.     |
| 16  | TM     | Christiana Obia     | 28 tháng 2, 2001 (15 tuổi)  | Martin White Dove FC     |
| 17  | TV     | Folashade Ijamilusi | 30 tháng 5, 2001 (15 tuổi)  | Spring Soca Academy      |
| 18  | TĐ     | Cynthia Aku         | 31 tháng 12, 1999 (16 tuổi) | Rivers Angels F.C.       |
| 19  | HV     | Happiness Titus     | 13 tháng 4, 2000 (16 tuổi)  | Greater Tomorrow Academy |
| 20  | TĐ     | Mary-Ann Ezenagu    | 25 tháng 1, 2001 (15 tuổi)  | Delta Queens F.C.        |
| 21  | TM     | Agatha Thompson     | 9 tháng 4, 2001 (15 tuổi)   | Young Talent FC          |

### CHDCND Triều Tiên
Huấn luyện viên: Jong Bok-Sin
| 0#0 | Vị trí | Cầu thủ        | Ngày sinh và tuổi          | Câu lạc bộ                |
| --- | ------ | -------------- | -------------------------- | ------------------------- |
| 1   | TM     | Ok Kum-ju      | 5 tháng 5, 1999 (17 tuổi)  | Naegohyang                |
| 2   | HV     | Jon Yun-sim    | 1 tháng 1, 1999 (17 tuổi)  | Sobaeksu                  |
| 3   | HV     | Ri Kum-hyang   | 22 tháng 4, 2001 (15 tuổi) | Naegohyang SC             |
| 4   | TV     | Ri Yong-mi     | 26 tháng 1, 2000 (16 tuổi) | Naegohyang SC             |
| 5   | TV     | Ri Song-a      | 22 tháng 6, 1999 (17 tuổi) | Cerezo Osaka Sakai Ladies |
| 6   | TV     | Pyon Un-gyong  | 1 tháng 1, 2001 (15 tuổi)  | 25 tháng 4                |
| 7   | TV     | Ko Kyong-hui   | 3 tháng 9, 2001 (15 tuổi)  | Ryomyong                  |
| 8   | HV     | Choe Un-chong  | 8 tháng 1, 2001 (15 tuổi)  | Ryomyong                  |
| 9   | TV     | Kim Pom-ui     | 2 tháng 2, 1999 (17 tuổi)  | Sobaeksu                  |
| 10  | TĐ     | Ri Hae-yon     | 10 tháng 1, 1999 (17 tuổi) | 25 tháng 4                |
| 11  | TV     | Kim Jong-sim   | 30 tháng 9, 1999 (17 tuổi) | Bình Nhưỡng               |
| 12  | TV     | Pak Hyon-jong  | 12 tháng 6, 2000 (16 tuổi) | Naegohyang                |
| 13  | TĐ     | Kim Hyang-mi   | 12 tháng 1, 1999 (17 tuổi) | Sobaeksu                  |
| 14  | TĐ     | Sung Hyang-sim | 2 tháng 12, 1999 (16 tuổi) | Bình Nhưỡng               |
| 15  | TV     | Jang Suk-yong  | 1 tháng 8, 1999 (17 tuổi)  | Amrokgang                 |
| 16  | TV     | Ri Un-jong     | 6 tháng 11, 1999 (16 tuổi) | Sobaeksu                  |
| 17  | HV     | Pak Hye-gyong  | 7 tháng 11, 2001 (14 tuổi) | Ryomyong                  |
| 18  | TM     | Kim Pok-gyong  | 3 tháng 12, 2001 (14 tuổi) | 25 tháng 4                |
| 19  | TĐ     | Ja Un-yong     | 11 tháng 8, 2001 (15 tuổi) | 25 tháng 4                |
| 20  | TV     | An Kuk-hyang   | 25 tháng 3, 2001 (15 tuổi) | Ryomyong                  |
| 21  | TM     | Kim Hyang      | 8 tháng 1, 2001 (15 tuổi)  | Sobaeksu                  |

## Bảng D

### Hoa Kỳ
Huấn luyện viên: Brian Snow
| 0#0 | Vị trí | Cầu thủ             | Ngày sinh và tuổi           | Câu lạc bộ               |
| --- | ------ | ------------------- | --------------------------- | ------------------------ |
| 1   | TM     | Laurel Ivory        | 28 tháng 8, 1999 (17 tuổi)  | West Florida Flames      |
| 2   | TV     | Jordan Canniff      | 27 tháng 7, 2001 (15 tuổi)  | Richmond United          |
| 3   | TĐ     | Sophia Smith        | 10 tháng 8, 2000 (16 tuổi)  | Real Colorado            |
| 4   | HV     | Naomi Girma         | 14 tháng 6, 2000 (16 tuổi)  | Central Valley Crossfire |
| 5   | HV     | Karina Rodriguez    | 2 tháng 3, 1999 (17 tuổi)   | So Cal Blues SC          |
| 6   | HV     | Emily Smith         | 10 tháng 2, 1999 (17 tuổi)  | De Anza Force            |
| 7   | TV     | Alexa Spaanstra     | 1 tháng 2, 2000 (16 tuổi)   | Michigan Hawks           |
| 8   | TV     | Briana Pinto        | 24 tháng 5, 2000 (16 tuổi)  | CASL Elite               |
| 9   | HV     | Kiara Pickett       | 30 tháng 4, 1999 (17 tuổi)  | Eagles SC                |
| 10  | TĐ     | Ashley Sanchez      | 16 tháng 3, 1999 (17 tuổi)  | So Cal Blues SC          |
| 11  | HV     | Kate Wiesner        | 11 tháng 2, 2001 (15 tuổi)  | Slammers FC              |
| 12  | TM     | Meagan McCelland    | 5 tháng 8, 2000 (16 tuổi)   | PDA                      |
| 13  | HV     | Isabel Rodriguez    | 13 tháng 4, 1999 (17 tuổi)  | Michigan Hawks           |
| 14  | TĐ     | Civana Kuhlmann     | 14 tháng 4, 1999 (17 tuổi)  | Colorado Rush            |
| 15  | HV     | Kennedy Wesley      | 8 tháng 3, 2001 (15 tuổi)   | So Cal Blues SC          |
| 16  | TV     | Sydney Zandi        | 28 tháng 5, 1999 (17 tuổi)  | Penn Fusion              |
| 17  | TV     | Lia Godfrey         | 8 tháng 11, 2001 (14 tuổi)  | Jacksonville Armada      |
| 18  | TV     | Jaelin Howell       | 21 tháng 11, 1999 (16 tuổi) | Real Colorado            |
| 19  | TĐ     | Adrienne Richardson | 22 tháng 1, 1999 (17 tuổi)  | Minnesota Thunder        |
| 20  | TV     | Frankie Tagliaferri | 18 tháng 1, 1999 (17 tuổi)  | PDA                      |
| 21  | TM     | Hillary Beall       | 27 tháng 1, 1999 (17 tuổi)  | So Cal Blues SC          |

### Paraguay
Huấn luyện viên: Nelson Basualdo
| 0#0 | Vị trí | Cầu thủ            | Ngày sinh và tuổi           | Câu lạc bộ                       |
| --- | ------ | ------------------ | --------------------------- | -------------------------------- |
| 1   | TM     | Heidi Salas        | 20 tháng 3, 1999 (17 tuổi)  | Club Cerro Porteño               |
| 2   | HV     | Dirse Alcaraz      | 28 tháng 4, 1999 (17 tuổi)  | Club Olimpia                     |
| 3   | HV     | Maria Martínez     | 24 tháng 5, 1999 (17 tuổi)  | CD Capiatá                       |
| 4   | HV     | Daysy Bareiro      | 19 tháng 1, 2001 (15 tuổi)  | Club Cerro Porteño               |
| 5   | HV     | Limpia Fretes      | 24 tháng 6, 2000 (16 tuổi)  | Club Cerro Porteño               |
| 6   | TV     | Cinthia Arevalo    | 16 tháng 5, 2001 (15 tuổi)  | Club Atlético Ciudad Nueva       |
| 7   | TV     | Fabiola Sandoval   | 27 tháng 5, 1999 (17 tuổi)  | Club Sportivo Luqueno            |
| 8   | TV     | Rosa Miño          | 13 tháng 7, 1999 (17 tuổi)  | Club Cerro Porteño               |
| 9   | TĐ     | Maria Segovia      | 7 tháng 7, 2000 (16 tuổi)   | Club Cerro Porteño               |
| 10  | TĐ     | Jessica Martínez   | 14 tháng 6, 1999 (17 tuổi)  | Club Olimpia                     |
| 11  | TĐ     | Dahiana Bogarin    | 13 tháng 11, 2000 (15 tuổi) | Club Cerro Porteño               |
| 12  | TM     | Andrea Benkenstein | 12 tháng 9, 2000 (16 tuổi)  | Unión de Caronay                 |
| 13  | TV     | Deisy Ojeda        | 3 tháng 3, 2000 (16 tuổi)   | Club Olimpia                     |
| 14  | HV     | Yessica Cabañas    | 16 tháng 4, 1999 (17 tuổi)  | Club Sportivo Limpeno            |
| 15  | TV     | Jennifer González  | 9 tháng 4, 1999 (17 tuổi)   | Universidad Autonoma de Asuncion |
| 16  | HV     | Vanessa Arce       | 27 tháng 5, 2000 (16 tuổi)  | Club Cerro Porteño               |
| 17  | TV     | Graciela Martínez  | 24 tháng 5, 2001 (15 tuổi)  | Club Cerro Porteño               |
| 18  | TV     | Natalia Villasanti | 10 tháng 3, 2000 (16 tuổi)  | Universidad Autonoma de Asuncion |
| 19  | TĐ     | Lourdes Oliveira   | 16 tháng 7, 1999 (17 tuổi)  | Club Atlético Ciudad Nueva       |
| 20  | TV     | Katia Martínez     | 7 tháng 10, 1999 (16 tuổi)  | Club Derecho UNA                 |
| 21  | TM     | Natasha Martínez   | 17 tháng 7, 2000 (16 tuổi)  | Universidad Autonoma de Asuncion |

### Ghana
Huấn luyện viên: Evans Adotey
| 0#0 | Vị trí | Cầu thủ            | Ngày sinh và tuổi           | Câu lạc bộ                 |
| --- | ------ | ------------------ | --------------------------- | -------------------------- |
| 1   | TM     | Kayza Massey       | 2 tháng 2, 2001 (15 tuổi)   | Soccer United              |
| 2   | HV     | Joyce Asamoah      | 14 tháng 9, 2000 (16 tuổi)  | Fabulous Ladies FC         |
| 3   | TV     | Nina Norshie       | 14 tháng 9, 2001 (15 tuổi)  | Valued Girls FC            |
| 4   | HV     | Uwaisa Mawia       | 20 tháng 2, 2000 (16 tuổi)  | Ampem Darko Ladies         |
| 5   | HV     | Linda Amoako       | 7 tháng 2, 1999 (17 tuổi)   | Soccer Intellectual Ladies |
| 6   | TV     | Grace Asantewaa    | 5 tháng 12, 2000 (15 tuổi)  | Ampem Darko Ladies         |
| 7   | TĐ     | Rafia Kulchirie    | 20 tháng 12, 2001 (14 tuổi) | Hasaacas Ladies FC         |
| 8   | TV     | Grace Acheampong   | 6 tháng 9, 2000 (16 tuổi)   | Bafana Ladies              |
| 9   | TV     | Gifty Acheampong   | 5 tháng 11, 1999 (16 tuổi)  | Immigration FC             |
| 10  | TĐ     | Sandra Owusu-Ansah | 29 tháng 1, 2000 (16 tuổi)  | Supreme Ladies             |
| 11  | TV     | Mary Entoah        | 27 tháng 4, 2000 (16 tuổi)  | Police Ladies              |
| 12  | HV     | Cecilia Hagan      | 7 tháng 2, 2000 (16 tuổi)   | Bafana Ladies              |
| 13  | TV     | Olivia Anokye      | 1 tháng 4, 2000 (16 tuổi)   | Bafana Ladies              |
| 14  | HV     | Philicity Asuako   | 25 tháng 12, 1999 (16 tuổi) | Samaria Ladies             |
| 15  | TĐ     | Adizatu Mustapha   | 4 tháng 7, 1999 (17 tuổi)   | Soccer Intellectual Ladies |
| 16  | TM     | Martha Annan       | 2 tháng 11, 1999 (16 tuổi)  | Bafana Ladies              |
| 17  | TV     | Fuseina Mumuni     | 2 tháng 4, 2001 (15 tuổi)   | Lepo Stars Ladies FC       |
| 18  | HV     | Blessing Agbomadzi | 11 tháng 6, 2001 (15 tuổi)  | Sport Academy              |
| 19  | TĐ     | Sylvian Amankwah   | 20 tháng 10, 1999 (16 tuổi) | Prison Ladies              |
| 20  | TĐ     | Vivian Adjei       | 14 tháng 1, 2000 (16 tuổi)  | Sport Academy              |
| 21  | TM     | Selina Amusilie    | 23 tháng 5, 2001 (15 tuổi)  | Soccer Intellectual Ladies |

### Nhật Bản
Huấn luyện viên: Kusunose Naoki
| 0#0 | Vị trí | Cầu thủ         | Ngày sinh và tuổi           | Câu lạc bộ                |
| --- | ------ | --------------- | --------------------------- | ------------------------- |
| 1   | TM     | Tanaka Momoko   | 17 tháng 3, 2000 (16 tuổi)  | NTV Menina                |
| 2   | HV     | Ono Nana        | 1 tháng 5, 1999 (17 tuổi)   | NTV Menina                |
| 3   | HV     | Wakisaka Reina  | 2 tháng 5, 1999 (17 tuổi)   | Cerezo Osaka Sakai Ladies |
| 4   | HV     | Takahira Miyu   | 4 tháng 11, 1999 (16 tuổi)  | JFA Academy Fukushima     |
| 5   | HV     | Ushijima Riko   | 12 tháng 12, 1999 (16 tuổi) | Hinomoto Gakuen           |
| 6   | HV     | Kanekatsu Rio   | 11 tháng 3, 1999 (17 tuổi)  | Urawa Red Diamonds Ladies |
| 7   | TV     | Takarada Saori  | 27 tháng 12, 1999 (16 tuổi) | Cerezo Osaka Sakai Ladies |
| 8   | TV     | Miyazawa Hinata | 28 tháng 11, 1999 (16 tuổi) | Seiwa Gakuen              |
| 9   | TĐ     | Ueki Riko       | 30 tháng 7, 1999 (17 tuổi)  | NTV Menina                |
| 10  | TV     | Nagano Fuka     | 9 tháng 3, 1999 (17 tuổi)   | Urawa Red Diamonds Ladies |
| 11  | TĐ     | Takahashi Hana  | 19 tháng 2, 2000 (16 tuổi)  | Urawa Red Diamonds Ladies |
| 12  | TM     | Kogure Chiaki   | 12 tháng 3, 1999 (17 tuổi)  | Maebashi Ikuei            |
| 13  | TV     | Karahashi Mayu  | 4 tháng 8, 1999 (17 tuổi)   | Albirex Niigata Ladies    |
| 14  | TĐ     | Kojima Seira    | 5 tháng 2, 2000 (16 tuổi)   | Urawa Red Diamonds Ladies |
| 15  | TV     | Chiba Remina    | 30 tháng 4, 1999 (17 tuổi)  | Fujieda Junshin           |
| 16  | TĐ     | Endo Jun        | 24 tháng 5, 2000 (16 tuổi)  | JFA Academy Fukushima     |
| 17  | TV     | Kanno Oto       | 30 tháng 10, 2000 (15 tuổi) | NTV Menina                |
| 18  | TM     | Mizuguchi Mayu  | 11 tháng 2, 1999 (17 tuổi)  | Yamato Sylphid            |
| 19  | HV     | Tomita Miyu     | 5 tháng 2, 1999 (17 tuổi)   | Okamyama Sakuyo           |
| 20  | TV     | Kitamura Nanami | 25 tháng 11, 1999 (16 tuổi) | Cerezo Osaka Sakai Ladies |
| 21  | TV     | Nojima Sakura   | 25 tháng 4, 1999 (17 tuổi)  | Cerezo Osaka Sakai Ladies |